# Tomasz Szymański (prawnik)
Tomasz Szymański (ur. 22 grudnia 1865, zm. 11 listopada 1953 w Turku) – polski notariusz, sędzia, polityk, senator III kadencji w II RP.

## Życiorys
Na przełomie XIX i XX wieku został sekretarzem Sądu Okręgowego w Warszawie. Do 1918 był rejentem, następnie notariuszem w Nasielsku i Turku. Był notariuszem działającym w okręgu Sądu Okręgowego w Kaliszu, posiadającym swoją kancelarię notarialną przy kancelarii hipotecznej Sądu Pokoju w Turku (do 1928), a następnie przy Wydziale hipotecznym Sądu Grodzkiego w Turku (od 1929), z siedzibą kancelarii w miejscowości Turek.
W latach 1920–1923 był radnym Rady Miejskiej w Turku. Przewodniczył Zarządowi Powiatowemu OZN w Turku. W wyborach parlamentarnych w 1930 roku został senatorem III kadencji (1930–1935).
Po wysiedleniu przez Niemców z Turku na początku wojny mieszkał przez całą okupację do powstania warszawskiego w Warszawie, u córki Zofii Langner. Drugiego dnia powstania został ranny. Wysiedlono go wraz z ludnością cywilną do Pruszkowa, a następnie został wywieziony do Krakowa. Jego córka zginęła w czasie powstania.
Po wojnie powrócił do Turku. Do 1947 roku pracował jako sędzia miejscowego Sądu Grodzkiego oraz notariusz.
Po śmierci został pochowany na miejscowym cmentarzu parafialnym, tzw. starym. Około 1998 roku jego grób zlikwidowano, a miejsce przeznaczono na pogrzebanie obcej osoby.

## Ordery i odznaczenia
- Krzyż Oficerski Orderu Odrodzenia Polski (10 listopada 1928)[4]